# Sankt Johann am Wimberg
Pour les articles homonymes, voir Sankt Johann.
Sankt Johann am Wimberg est une commune autrichienne du district de Rohrbach en Haute-Autriche.